# Hydrorhoa striata
Hydrorhoa striata is een vliesvleugelig insect uit de familie Eucharitidae. De wetenschappelijke naam is voor het eerst geldig gepubliceerd in 1951 door Risbec.